# Ritorno al futuro/Back to the Future
Ritorno al futuro/Back to the Future è l'undicesimo album in studio della cantante italiana Elisa, pubblicato il 18 febbraio 2022 dalla Universal Music Italia.
L'album, un doppio disco con canzoni in lingua italiana nel primo e in inglese nel secondo, contiene il singolo O forse sei tu, presentato dall'artista nel corso del Festival di Sanremo 2022, dove si è posizionato al secondo posto nella classifica finale ed è stato riconosciuto con il premio "Giancarlo Bigazzi" alla miglior composizione musicale. La critica specializzata ha accolto positivamente il lavoro di Elisa e lo ha posto tra i migliori album di cantanti italiani dell'anno.

## Descrizione
Ritorno al futuro/Back to the Future è un doppio album che presenta canzoni in lingua italiana nel primo e altre in lingua inglese nel secondo. Nel progetto discografico sono presenti un totale di venticinque brani scritti e composti dalla cantautrice assieme a numerosi autori e compositori, tra cui Tropico, Dardust, Calcutta, Takagi & Ketra, Franco126 e Stephen Aiello. Per la produzione dei brani vi è la partecipazione di Sixpm, il sopracitato Dardust, Zef, Mace, Shablo, Don Joe e Venerus. Vi sono inoltre tre collaborazioni rispettivamente con Rkomi, Jovanotti e una tutta al femminile con Elodie, Giorgia e Roshelle.

Elisa ha raccontato il processo creativo e il significato dell'album in un annuncio tramite i propri profili social:
(Elisa Toffoli)

Il processo di scrittura e composizione dei brani ha visto l'artista interfacciarsi con nuove modalità, scrivendo i testi direttamente su un beat. Elisa ha raccontato la scelta del titolo dell'album in un'intervista a Sky TG24:

## Promozione
Il 24 novembre 2021 viene pubblicato il primo singolo Seta, prodotto da Dardust.
Il 4 dicembre 2021 viene annunciata la partecipazione di Elisa al 72º Festival di Sanremo con il brano O forse sei tu. Al termine del festival il brano ha raggiunto il podio, posizionandosi al secondo posto della classifica finale, venendo riconosciuto con il premio "Giancarlo Bigazzi" alla miglior composizione musicale, consegnato ad Elisa, mentre il 12 luglio riceve la Targa Tenco come Migliore canzone. In seguito alla sua commercializzazione O forse sei tu ha stabilito il record per il brano con il maggior numero di stream raccolti in 24 ore in territorio italiano su Spotify da parte di un'artista donna, accumulandone 1 013 000.
Per promuovere ulteriormente l'album sono stati resi disponibili anche i singoli promozionali A tempo perso e Show's Rollin', diffusi digitalmente e in streaming nella settimana precedente alla kermesse musicale. L'11 febbraio 2022 viene resa disponibile la collaborazione Quello che manca con il rapper Rkomi.
Il 17 febbraio 2022 la rivista musicale Rolling Stone Italia ha dedicato un numero speciale su carta stampata dedicato alla carriera della cantante e all'album. Lo stesso giorno vengono annunciati due brani bonus nel formato streaming dell'album: On Me e Shout, quest'ultimo rimaneggiamento dell'omonimo brano dei Tears for Fears. Il 6 maggio 2022 viene pubblicato il terzo singolo, Litoranea, con la collaborazione di Matilda De Angelis. Il 26 agosto 2022 viene pubblicato il quarto singolo Palla al centro con Jovanotti.  Il 16 dicembre 2022 viene pubblicato il singolo  Come te nessuno mai come quinto estratto dall'album.

### Concerto evento a Verona e Back to the Future Live Tour
Nel febbraio 2022 viene annunciato che Elisa avrebbe ricoperto il ruolo di direttrice artistica dell'Heroes Festival di Verona. Tra il 27 e il 30 maggio 2022 il festival si è tenuto presso l'Antica Dogana di Terra e di Fiume di Verona, allestite come un green-village per sensibilizzare sui temi ambientali e a favore delle politiche eco-sostenibili. Il festival è proseguito il 28, 30 e 31 maggio 2022, in cui Elisa si è esibita in tre concerti-evento all'Arena di Verona, al fianco di Elodie, Giorgia, Rkomi, Jovanotti, Marracash, Mace e Franco126.

Dal 28 giugno al 24 settembre 2022, Elisa si esibisce in trenta concerti del  Back to the Future Live Tour, tour a promozione dell'album che prevede un basso impatto ambientale, come raccontato dall'artista:
(Elisa Toffoli)
Il tour ha vinto due premi ai TIM Music Awards 2022, tra cui il Premio Arena di Verona per aver divulgato attraverso il tour il messaggio contro la crisi climatica.

#### Tour europeo eAn Intimate Night
Dal 2 ottobre al 5 novembre 2022 la cantante ha promosso un tour europeo di otto date, tra cui a Bruxelles, Monaco di Baviera, Barcellona e Londra. Tra dicembre e gennaio 2023 la cantante intraprende An Intimate Night, tour che si svolge esclusivamente nei teatri e che ha visto la partecipazione di Dardust in qualità di collaboratore artistico, musicista e ospite.

## Accoglienza
| Recensione | Giudizio |
| ---------- | -------- |
| Newsic     | 7/10     |
| Ondarock   | 7,5/10   |
| Rockol     | 8/10     |

Claudio Cabona di Rockol trova che «Elisa da sempre è sperimentatrice, anche in passato aprì la sua musica ad altre influenze e contaminazioni, ma sempre legate a un mondo che in qualche modo mostrava tratti simili al suo» ma che probabilmente il progetto nasce da «una risposta concreta all’isolamento generato dalla pandemia e che di fatto sanciscono un attentato a ogni forma di narcisismo. Non è un caso che il filo conduttore del disco sia l’idea di reagire a questi tempi incerti e spietati». Cabona riscontra che Ritorno al futuro/Back to the Future rappresenti «un mosaico sonoro; [...] in cui c’è l'Elisa di sempre, ma anche quella che nessuno si sarebbe mai aspettato». Giorgia Dughetti di All Music Italia ritrova che l'album «si inserisce perfettamente nel suo tempo, sia per temi sia per sonorità e ricerca»  in cui «Ritorno al Futuro / Back to the Future significa cercare di non rifare gli stessi errori, cambiare atteggiamento, essere più consapevoli del nostro peso sul mondo e di quello che possiamo fare». Inserendo l'album al nono posto dei 15 migliori album del 2022, Umberto Salvato per la medesima testata, descrive il disco come «la perfetta crasi tra il passato, il presente e il futuro dell’artista», definendo la produzione dei brani effettuata con «eccellente maestria, [...] contemporanea senza mai tradirsi».
Silvia Gianatti per Vanity Fair riscontra nella cantante «la gioia di poter tornare a cantare in inglese, la voglia di continuare a farlo in italiano» e che l'album consente di «tornare alle origini, ma nello stesso tempo proiettarsi nel futuro, collaborando con i nomi più forti della scena musicale del momento». La giornalista conclude scrivendo che «Elisa si rimette in gioco cambiando, ma rimanendo se stessa, concentrandosi su quello che conta davvero e lasciando andare il superfluo». Giulia Ciavarelli per TV Sorrisi e Canzoni riporta che in Ritorno al futuro/Back to the Future «Elisa sperimenta, si apre a nuove contaminazioni e ospita nella tracklist molti artisti della scena italiana nella composizione di musica, produzione e testi». Fabrizio Basso di Sky TG24 descrive l'album come «un lavoro importante, [...] il filo conduttore dell'album è l’idea di reagire a questi tempi e alla situazione mondiale che si sta vivendo, pensando alla necessità di un cambiamento radicale anche, soprattutto, a favore dell’ambiente».
Recensendo l'album per la lista dei 25 migliori album italiani del 2022 di Rolling Stone Italia, in cui l'album si classifica alla 2ª posizione, il critico Claudio Todesco definisce la cantante «un’eccezione» nel panorama discografico italiano, scrivendo che «per lei la musica è evidentemente un’esperienza inclusiva, non esclusiva». Il critico si sofferma sulle tracce in lingua italiana, definendole «le più immediate, [...] melodicissime e italianissime in cui riesce a essere struggente e credibile», e quelle in lingua inglese ritenute «le più solide; [...] pezzi pop di caratura internazionale». Todesco conclude la recensione scrivendo che sebbene l'album resti «un passo indietro rispetto alle tendenze contemporanee, [...] ne fa due avanti nella sovrabbondanza di stimoli musicali». Ernesto Assante de La Repubblica inserisce il disco tra i migliori del 2022, definendolo un album che «richiede al pubblico tempo e attenzione», poiché l'artista vi ha inserito «la perfetta rappresentazione di tutto quello che lei oggi chiede alla musica e alla musica sa dare, con passione, inclusività e condivisione».

### Riconoscimenti di fine anno
- 2º — Rolling Stone Italia[38]
- 4º — Panorama[40]
- 9º — All Music Italia[36]

## Tracce
Crediti riportati sul sito della SIAE.

### Ritorno al futuro
1. A tempo perso – 3:47 (testo: Elisa Toffoli – musica: Elisa Toffoli, Andrea Ferrara)
2. Seta – 3:33 (testo: Davide Petrella – musica: Dario Faini, Elisa Toffoli)
3. Come sei veramente – 3:56 (testo: Davide Petrella, Elisa Toffoli – musica: Elisa Toffoli, Andrea Rigonat, William Medini)
4. O forse sei tu – 3:53 (testo: Davide Petrella, Elisa Toffoli – musica: Elisa Toffoli)
5. Litoranea – 3:33 (testo: Edoardo D'Erme, Davide Petrella – musica: Edoardo D'Erme, Gaetano Scognamiglio, Davide Petrella)
6. Quello che manca (feat. Rkomi) – 3:30 (testo: Elisa Toffoli, Mirko Manuele Martorana – musica: Elisa Toffoli, Andrea Ferrara, Mirko Manuele Martorana)
7. Luglio (feat. Elodie, Giorgia e Roshelle) – 3:33 (testo: Davide Petrella, Elisa Toffoli – musica: Elisa Toffoli)
8. Come te nessuno mai – 4:46 (Davide Petrella, Elisa Toffoli)
9. Non me ne pento – 3:22 (testo: Elisa Toffoli – musica: Elisa Toffoli, Luigi Florio)
10. Palla al centro (feat. Jovanotti) – 3:47 (testo: Elisa Toffoli – musica: Dario Faini, Elisa Toffoli, Vanni Casagrande)
11. Chi lo sa – 3:29 (testo: Elisa Toffoli, Federico Bertollini – musica: Alessandro Merli, Fabio Clemente, Elisa Toffoli, Federico Bertollini)
12. Quando arriva la notte – 4:18 (testo: Elisa Toffoli – musica: Elisa Toffoli, Andrea Venerus, Simone Benussi)

Durata totale: 45:27
Traccia bonus nella riedizione streaming
1. Litoranea (con Matilda De Angelis) – 3:33 (testo: Edoardo D'Erme, Davide Petrella – musica: Edoardo D'Erme, Gaetano Scognamiglio, Davide Petrella)

### Back to the Future
1. Show's Rollin' – 3:48 (Elisa Toffoli)
2. Let Me – 3:51 (testo: Jessica Allison Childress, Elisa Toffoli – musica: Elisa Toffoli)
3. Drink to Me – 2:42 (Elisa Toffoli)
4. I Feel It in the Earth – 3:42 (testo: Jessica Allison Childress, Elisa Toffoli – musica: Elisa Toffoli)
5. Ordinary Day – 3:21 (testo: Jessica Allison Childress, Elisa Toffoli – musica: Elisa Toffoli)
6. Tears May Roll Down Now – 3:50 (testo: Jessica Allison Childress, Elisa Toffoli – musica: Elisa Toffoli)
7. Fuckin' Believers – 3:24 (Elisa Toffoli)
8. Hope – 2:43 (Stephen Aiello, Elisa Toffoli)
9. Domino – 3:47 (testo: Jessica Allison Childress, Elisa Toffoli – musica: Elisa Toffoli)
10. Like I Want You – 3:34 (testo: Elisa Toffoli – musica: Nicolò Scalabrin, Elisa Toffoli, Pablo Miguel Lombroni Capalbo)
11. My Mission – 2:41 (Andrea Fumagalli)
12. Fire – 4:22 (Elisa Toffoli)
13. Let It Go to Waste on Me – 3:59 (testo: Jessica Allison Childress, Elisa Toffoli – musica: Elisa Toffoli)

Durata totale: 45:44
Tracce bonus nella riedizione streaming
1. On Me – 3:32 (testo: Jessica Allison Childress, Elisa Toffoli – musica: Elisa Toffoli)
2. Shout – 5:00 (Roland Orzabal, Ian Stanley) – originariamente interpretata dai Tears for Fears

## Successo commerciale
Il 24 febbraio 2022 l'album esordisce all'ottava posizione della classifica Top Albums Debut Global della piattaforma Spotify. Successivamente esordisce alla prima posizione della Classifica FIMI Album, divenendo il quinto album dell'artista a conseguire questo risultato, dopo Soundtrack '96-'06 (2006), Heart (2009), L'anima vola (2013) e On (2016), e alla prima posizione della Classifica FIMI Vinili. Ritorno al futuro/Back to the Future è risultato essere l'album di un'artista donna più venduto in Italia nel 2022, classificandosi al 33º posto nella classifica annuale.

## Classifiche

### Classifiche settimanali
| Classifica (2022) | Posizione massima |
| ----------------- | ----------------- |
| Italia            | 1                 |
| Svizzera          | 31                |

### Classifiche di fine anno
| Classifica (2022) | Posizione |
| ----------------- | --------- |
| Italia            | 33        |